# Mariareuterella schetinnikovi
Mariareuterella schetinnikovi är en plattmaskart som först beskrevs av Timoshkin OA 200.  Mariareuterella schetinnikovi ingår i släktet Mariareuterella och familjen Rhynchokarlingiidae. Inga underarter finns listade i Catalogue of Life.